# Hirkans nationalpark
Hirkans nationalpark (azerbajdzjanska: Hirkan Milli Parkı) — är en nationalpark i Azerbajdzjan. Den instiftades genom ett dekret av president Ilham Aliyev, i ett område i distrikten Länkäran och Astara där Hirkans statsreservat tidigare funnits. Nationalparken hade ursprungligen en areal om 297,6 km² men är sedan utvidgningen efter presidentdekretet den 23 april 2008 427,97 km².
Hirkans nationalpark är till 99% täckt av skog och ligger till största delen i en bergsregion. Den skyddar kustskogarna i låglandet Länkäran den subtropiska skogen i Talışbergen med många endemiska växt- och djurarter.
Nationalparkens ekosystem hör till ekoregionen Kaspiska Hyrkans blandskogar, ett område med frodiga låglands- och skogslandsskogar med lövfällande träd (subtropiska och tempererade regnskogar) som helt täcker Talyshbergen och delvis täcker låglandsområdet Länkäran.

## Klimat
Hirkans nationalpark har normalt en mycket hög luftfuktighet och nederbörd året runt. Årsmedelnederbörden varierar från 1 400 till 1 600 mm per år i låglandet till 1 800 mm per år uppe i bergen. Nationalparkens högsta årsnederbörd är den högsta i landet. Klimatet är fuktigt subtropiskt klimat i låglandsområdena och kustklimat i de medehöga områdena och ett fuktigt kontinentalt klimat högst uppe i bergen.
Höjdskillnaderna, de många regnen, och förekomsten av urskog ger parken en ovanligt rik biom.

## Flora och fauna

### Flora
Området har många endemiska växtarter, relikter från Tertiära eran som inte påverkades av nedisningen under Pliocen och Pleistocen.
Kaspiska Hyrkanskogarna svarar för 150 av 435 endemiska träd- och buskarter. En del endemiska trädarter är Hyrkanisk buxbom (Buxus hyrcana), Kaukasiskt päron (Pyrus communis subsp. caucasica), Silkesträd (Albizia julibrissin), Chestnut-Leaved Oak (Quercus castaneifolia), Kaukasisk ek (Quercus macranthera), Kaukasisk ask (Fraxinus angustifolia subsp. oxycarpa), Ask (Fraxinus excelsior), Avenbok (Carpinus betulus), Orientalisk avenbok (Carpinus orientalis), Orientalisk björk (Fagus orientalis), Kaukasisk persimon (Diospyros lotus), Kaspiskt korstörne (Gleditsia caspica), Storbladig al (Alnus subcordata), Klibbal (Alnus glutinosa subsp. barbata), Silverpoppel (Populus alba) Kaukasisk vingnöt (Pterocarya fraxinifolia), Papegojbuske (Parrotia persica), Kaukasisk zelkova (Zelkova carpinifolia), Stickmyrten (Ruscus aculeatus), Parkstrimlönn (Acer velutinum), Turkisk lönn (Acer cappadocicum), Skogsalm (Ulmus glabra), Krimlind (Tilia dasystyla subsp. caucasica), Sötkörsbär (Prunus avium), tyskoxel (Sorbus torminalis), äkta kastanj (Castanea sativa) och många andra.
Bland buskarterna i området finns Alexandrinska laurel (Danae racemosa), Hyrkanisk järnek (Ilex hyrcana), Sarsaparill (Smilax excelsa) och murgröna (Hedera helix).

### Fauna
Det finns fler endemiska underarter av fåglar; Hyrkanmes (Poecile hyrcanus) underart Titor samt Kaukasisk fasan (Phasianus colchicus colchicus), en underart till fasan.
Den kaspiska tigern (Panthera tigris virgata) levde förr i dessa berg men är nu utrotad. Andra stora däggdjur här är den persiska leoparden (Panthera pardus saxicolor), lodjur (Lynx lynx), brunbjörn (Ursus arctos), vildsvin (Sus scrofa), varg (Canis lupus), guldschakal (Canis aureus), djungelkatt (Felis chaus), rödräv (Vulpes vulpes), rådjur (Capreolus capreolus), grävling (Meles meles), utter (Lutra lutra) etc.
Den persiska leoparden (Panthera pardus saxicolor), lever i Azerbaijdzjans södra delar, främst i Talyshbergen, Nagorno-Karabakh och Nakhichevan. Trots enstaka iakttagelser var det inte klarlagt om leoparden varit utrotad i landet sedan slutet av 1990-talet, till dess att en leopard av arten fotograferades i nationalparken i mars 2007.

## Utvidgning och återskogning
Hirkans nationalpark instiftades 2004 och ersatte Hirkans statsreservat med en areal om 297,6 km². Nationalparken utvidgades 2008 till 427,97 km².
Slättlandsdelen av nationalparken ("Moskvaskogen") ligger inom låglandet Länkäran. Moskvaskogen är den enda bevarade delen av Kaspiska Hyrkans blandskogar som förr täckte större delen av slättlandet men som nu mestadels utgör jordbruksmark.
Nu finns dock ett återskogningsprogram där man på ett område utan skog och som är den enda icke-kultiverade marken, för att (delvis för att Länkäran är alldeles för värdefullt för Azerbajdzjans jordbruk) återställa ekologin till dess gamla tillstånd. Denna tomt blir den andra skogen i låglandet efter Moskvaskogen och när den väl åter blivit skog kommer den bli en del av nationalparken.

## Ett framtida världsarv
Sedan 30 september 1998 är nationalparken (då statsreservat) uppsatt på Azerbajdzjans tentativa världsarvslista. För att Hirkans nationalpark och Kaspiska Hyrkanskogarna (Girkan) ska kunna bli världsarv och ett biosfärområde har omfattande dokumentation utifrån vetenskaplig synvinkel gjorts och lämnats till Unescos sekretariat..